# Пещера Аверкиева
Пещера Аверкиева, также шахта Аверкиева (укр. Печера Аверкієва, крымскотат. Averkiyev qobası, Аверкиев къобасы), — карстовая пещера в Крыму на Долгоруковской яйле. Имеет глубину 145 метров при длине 405 метров и является одной из наиболее крупных карстовых шахт Крымского полуострова.
Современное название пещера получила в 1960 году от работников Крымской карстовой экспедиции в честь её первого исследователя, краеведа и туриста-спелеолога из Симферополя Константина Аверкиева. Сам Аверкиев называл пещеру Сеит-Вели-Хосар в честь своего друга — депортированного крымского татарина.

## Описание

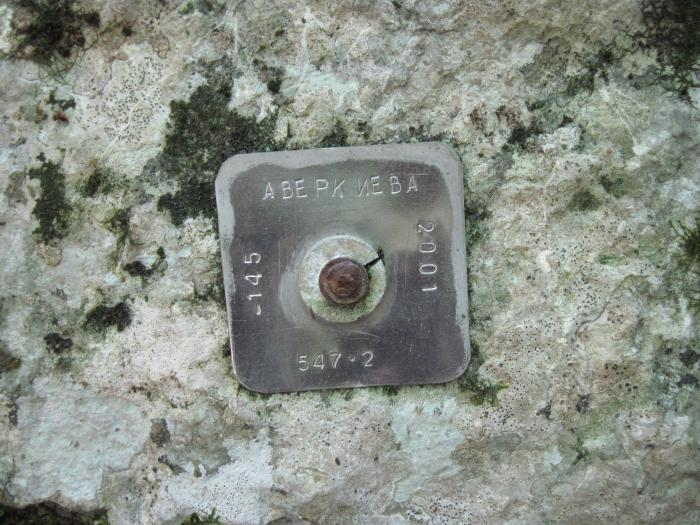
Кадастровый номер

Узкий ход между глыбами ведёт с поверхности к колодцу глубиной 6 м, за которым следует колодец глубиной 18 м. Далее следует чередование залоподобных расширений со сводами куполообразной формы и круглых в сечении наклонных каналов. На глубине около 50 метров пещера разветвляется. Юго-восточное ответвление ведёт в крупный зал, северное состоит из серии колодцев глубиной 8—12 метров, соединённых узкими наклонными каналами. С глубины 140 метров пещера имеет вид галереи с небольшим уклоном, идущей по напластованию. Дно галереи покрыто глинощебнистыми отложениями, прорезанными руслом временного водотока. Имеются остатки делювиально-элювиальных отложений с включениями остатков костей крупных копытных. Временный водоток уходит из галереи в верхние этажи Красной пещеры через непроходимые для людей щели. Стены пещеры сглажены водой, имеют округлые очертания, натёчные образования в ней немногочисленны.

### Микроклимат
Температурный режим соответствует верхним этажам Красной пещеры. Течение воздуха в тёплый сезон нисходящее, в холодный — восходящее. Замеры 5 сентября 1965 года показали на глубине 30 метров температуру +6,8 °C. По мере спуска температура повышалась до +9,1 °C в окончании нижней галереи. Относительная влажность воздуха возрастала с глубиной, достигая 100 % на глубине 140 метров.